# Папча (потік)
Папча (словац. Papča) — річка в Словаччині, права притока Блга, протікає в окрузі Рімавска Собота.
Довжина — 12.6 км. Витік знаходиться в масиві Ревуцька-Верховина — на висоті 475 метрів. Протікає територією сіл Киятиці; Луковіштья і Папча.
Впадає в Блг на висоті 203 метри.